# Ecomuseo della latteria turnaria di Tréby
L'ecomuseo della latteria turnaria di Tréby (in francese écomusée de la laiterie de Tréby) è un museo etnografico situato nell'antica latteria sociale di Tréby, a Donnas, in Valle d'Aosta.

## Storia
La latteria turnaria di Tréby si costituisce il 25 luglio 1897, come si legge all'ingresso nell'iscrizione in lingua francese Laiterie de Tréby. Fondée l'an du Seigneur 1897.

Il 21 maggio 1902 trasferisce la sede nei locali della Confraternita dello Spirito Santo (in francese Confrérie du Saint-Esprit ) che occupava l'edificio dal 1012. La latteria turnaria è attiva fino agli anni 1980.
Nel 2000 il complesso architettonico e i materiali in esso contenuti sono ceduti al Comune di Donnas, che restaura la struttura e salva le collezioni. Nel 2008 l'ecomuseo apre le porte al pubblico.
Delle visite guidate sono predisposte in occasione delle giornate di primavera del Fondo per l'Ambiente Italiano.

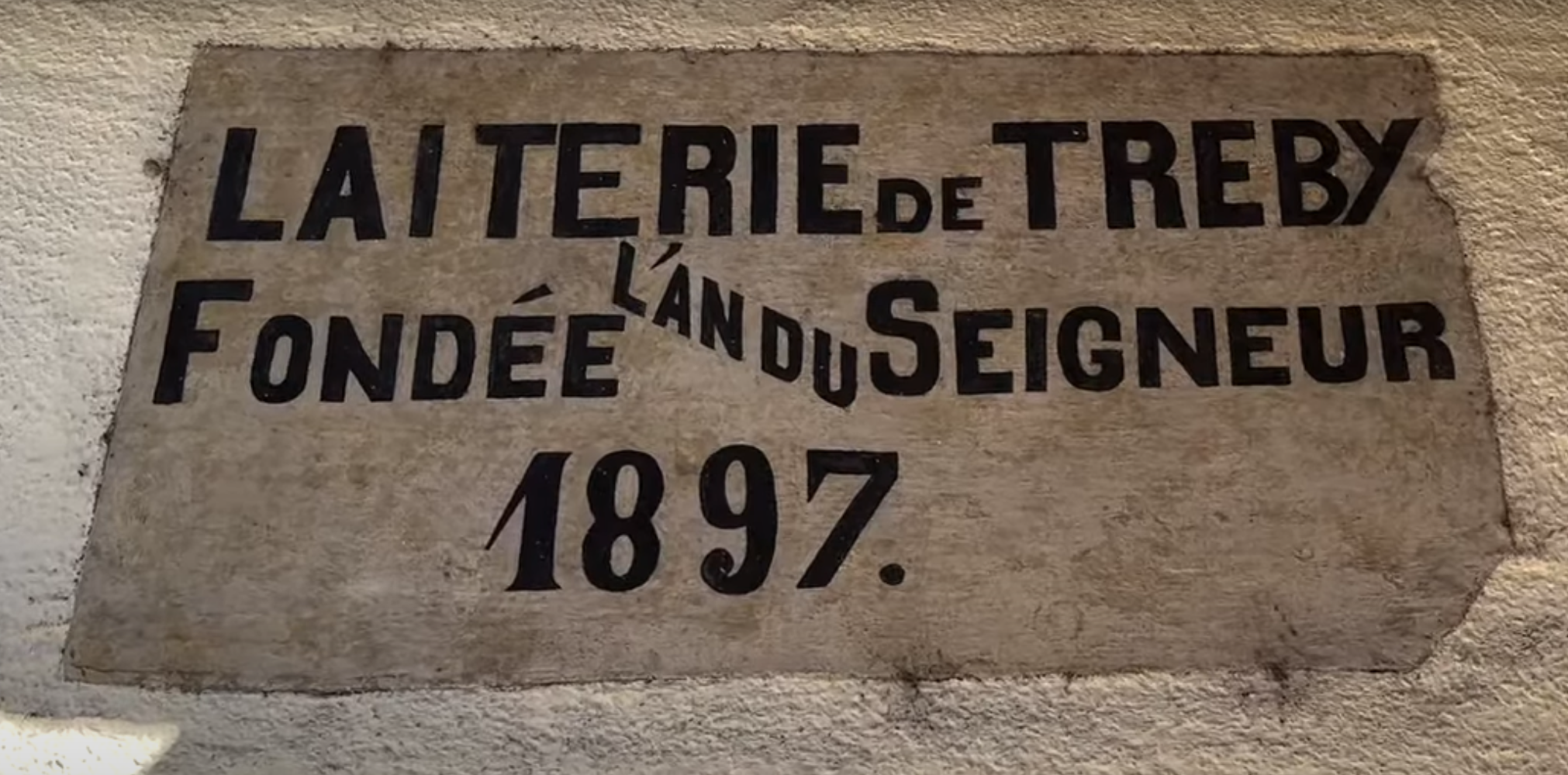
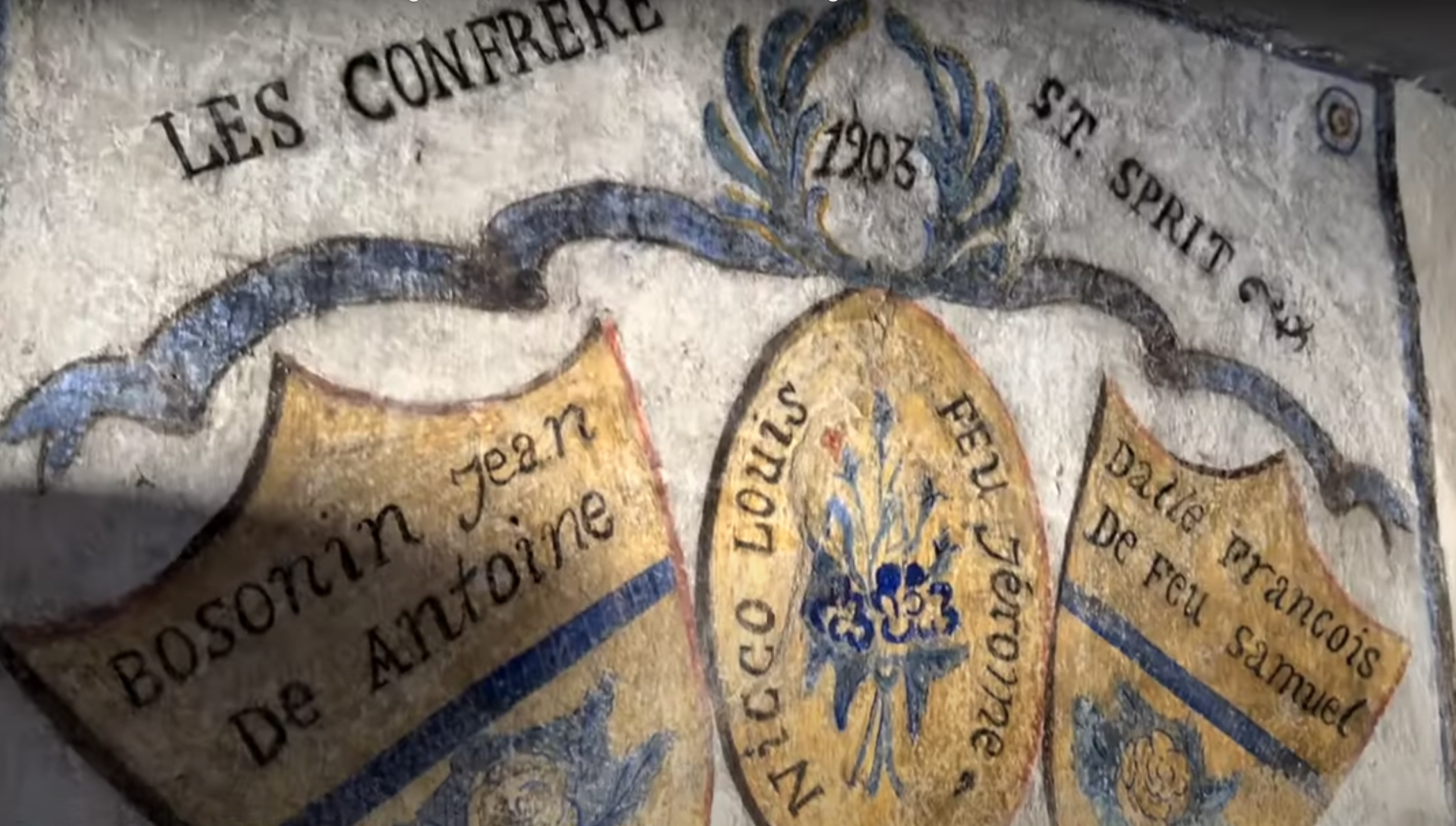
Affresco con i membri della Confrérie du Saint-Esprit.
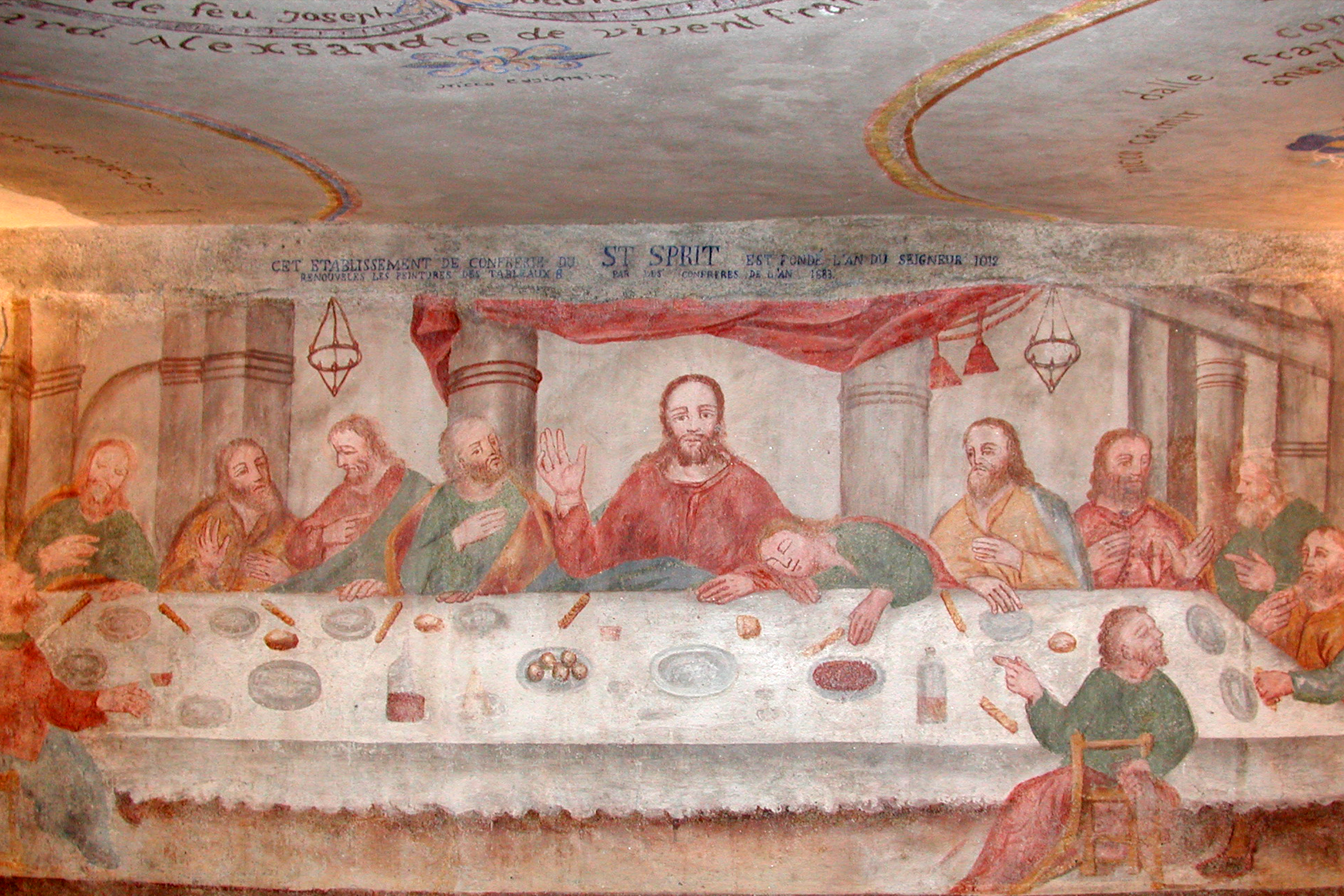
L'affresco con l'Ultima cena, fotografato in occasione dell'apertura per le giornate del FAI.
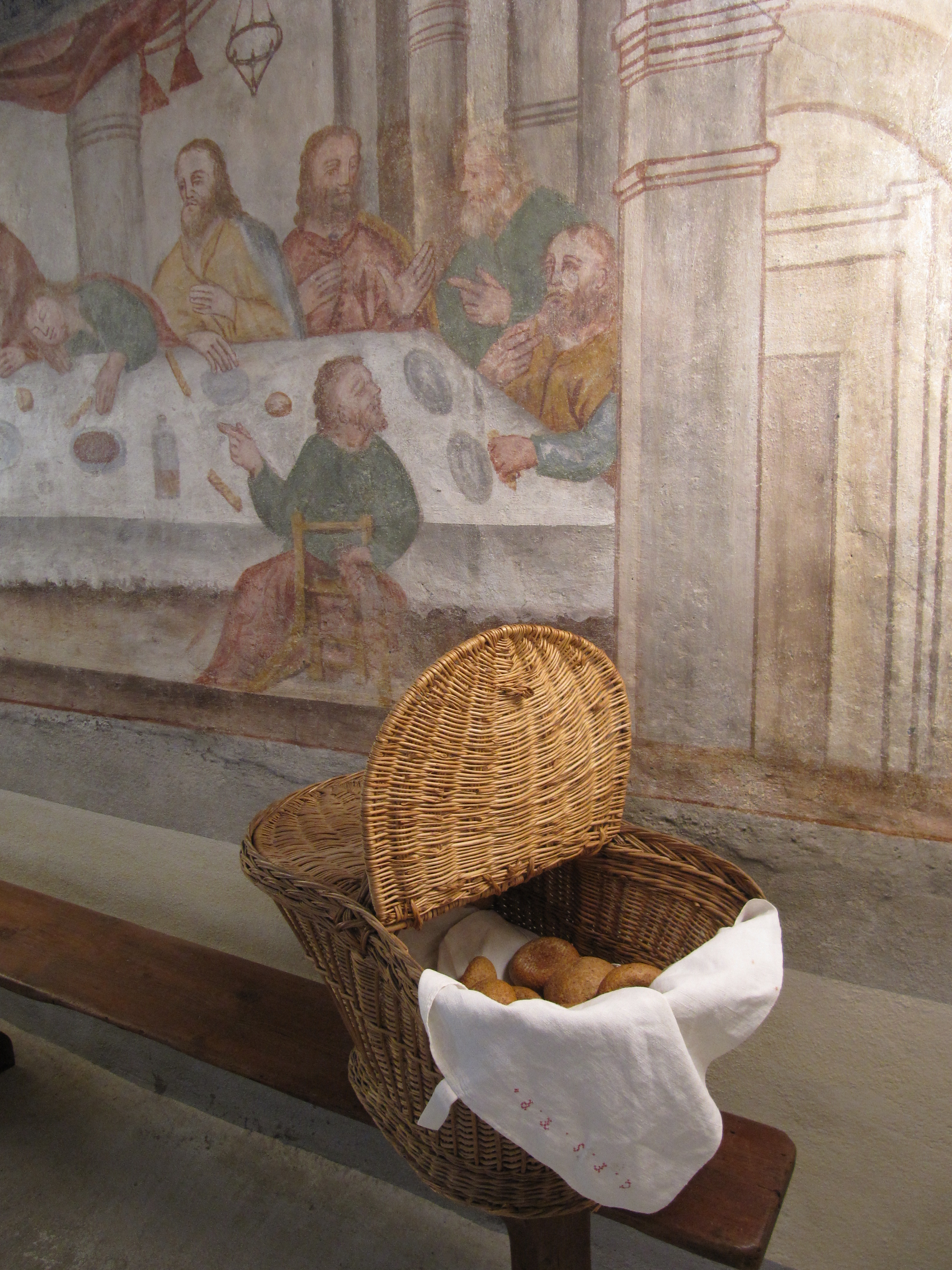
Cesto di micóoule (piccoli pani) davanti all'affresco con l'Ultima cena.